# Sea Cliff (San Francisco)
Pour les articles homonymes, voir Sea Cliff.
Sea Cliff est un quartier de la ville de San Francisco (Californie, États-Unis). 
Donnant sur l'océan Pacifique, Sea Cliff est adjacent à Baker Beach et situé au sud-ouest du Presidio de San Francisco. Le quartier est renommé pour ses grandes maisons, dont certaines appartiennent à des personnalités et à leur vue sur l'océan et le Golden Gate Bridge.